# Myriame Saïd Mohamed
Myriame Saïd Mohamed, née le 7 juin 1977 à Lyon, est une joueuse française de Handball, évoluant au poste de demi-centre. Elle est notamment championne du monde 2003 avec l'équipe de France A féminine.

## Biographie
Née en France et dernier enfant d'une famille de 7 enfants originaire des Comores, Myriame Saïd Mohamed possède cette double culture « africano-européenne » transmise par ses parents qui ont tous les deux vécus la colonisation française. Elle grandit à Vénissieux, dans la banlieue lyonnaise, et débute le handball en UNSS grâce à son professeur de sports, puis prend sa première licence au club de St Fons lorsqu'elle est en classe de quatrième. S'enchainent alors les sélections en équipe du Comité du Rhône puis en équipe de ligue du Lyonnais. À l'entrée en seconde, elle intègre la sport-étude à Lyon au lycée Jean-Perrin et signe dans son nouveau club : l'ASUL Vaulx-en-Velin, seul club professionnel de la région lyonnaise. Grâce à ses qualités techniques, elle intègre les entrainements de l'équipe séniors dès l'âge de 17 ans et participe à son 1er match en D1. Repérée par Olivier Krumbholz, elle est sélectionnée en équipe de France junior, et est nommée capitaine par lors du Mondial juniors en Côte d'Ivoire en 1997. 
Après l'obtention de son baccalauréat littéraire, elle suit le cursus STAPS à Lyon avec pour ambition de devenir professeure de sport. Elle évolue en parallèle en tant que semi-professionnelle en 1re division à l'ASUL Vaulx-en-Velin pendant 1 an puis décroche sa première convention de joueuse rémunérée pour pratiquer le handball en compétition. L'ASUL lui a permis de connaitre la coupe d’Europe et des joueuses prestigieuses : Catherine Pibarot (ancienne capitaine de l'équipe de France A), Anne Loaëc (ancienne gardienne de but de l'équipe de France A) . 
En 2001, elle franchit un cap en signant un contrat professionnel avec l'un des deux meilleurs clubs français, l'ESBF. En 2003, c'est au CREPS de Dijon qu'elle poursuit la préparation au concours de professeure de sport qu'elle obtient en 2003. C'est lors de cette même année que Myriame Saïd Mohamed et les Bisontines réalisent un quadruplé inédit dans le handball français en remportant le championnat de France, la coupe de France, la coupe de la Ligue et la coupe d'Europe des vainqueurs de coupes. Le club bisontin est alors le premier club féminin français de handball à décrocher une couronne européenne. 
Quelques mois plus tard, elle devient championne du monde avec l'équipe de France.
En 2006, elle quitte Besançon après sept trophées remportés et rejoint le CS Vesoul avec lequel elle participe à la montée du club en D1 en 2007. Vesoul termine dernier du Championnat 2007/2008 et Myriame Saïd Mohamed rejoint le Cercle Dijon Bourgogne pour deux saisons avant de connaître une expérience compliquée financièrement en Espagne, en pleine crise économique (salaires impayés, dépôts de bilan..) au Santander Marina Park (es) puis au BM Elda Prestigio. L'expérience handballistique et humaine reste néanmoins très enrichissante.
Elle met un terme à sa carrière de joueuse en 2012 à son retour en France car son unique objectif était de prendre immédiatement la succession de Joëlle Demouge à la tête du pôle espoir féminin de Franche-Comté,. 2 ans après, elle devient entraîneuse-adjointe de l'équipe de France cadettes entre 2013 et 2015 puis jeunes de 2015 à 2019 aux côtés de Laurent Puigségur. Ils remportent la médaille d'or au FOJE 2019 à Bakou puis la médaille de bronze à l'Euro 2019 (en) en Slovénie avec des joueuses pleine de maturité.  
Avec ses jeunes joueuses du pôle espoirs, elle remporte la compétition Interpôles à 2 reprises, en 2018 et 2020, 2 titres de championnes de France qui viennent souligner la qualité du travail du Staff du pôle espoirs dirigé par Myriame Saïd Mohamed. À souligner, de jeunes joueuses prometteuses comme Léna Grandveau (Nantes) ou Clarisse Mairot (ESBF) entre autres, formées au pôle espoirs, en terre franc-comtoise, véritable fief du handball féminin.

## Palmarès

### Club
compétitions internationales
- vainqueur de la coupe des vainqueurs de coupe en 2003 (avec ES Besançon)

 compétitions nationales 
- championne de France en 2003 (avec ES Besançon)
  - vice-championne de France en 2002 et 2005 (avec ES Besançon)
- vainqueur de la coupe de France en 2002, 2003 et 2005 (avec ES Besançon)
- vainqueur de la coupe de la Ligue en 2003 et 2004 (avec ES Besançon)
- championne de France de deuxième division en 2000 (avec l'ASUL Vaulx-en-Velin)
  - vice-championne de France de deuxième division en 2007 (avec le CS Vesoul HS)

### Sélection nationale
Myriame Saïd Mohamed a participé à quatre compétitions internationales avec l'équipe de France A :
championnat du monde
- vainqueur du championnat du monde 2003
- 5e place du championnat du monde 2001

championnats d'Europe
- troisième du championnat d'Europe 2002
- 5e place au championnat d'Europe 2000

autres
- 5e place du championnats d'Europe junior en 1996
- 9e place du championnat du monde junior en 1997
- 4e place au championnat du monde universitaire 1998

### Distinction personnelle
Elle a été élue meilleure demi-centre du championnat de France en 2002.
En juin 2010, a été nommée Ambassadrice de la Fédération Comorienne de handball chargée des relations extérieures et de la formation